# واکوستا (میشیگان)
واکوستا (به انگلیسی: Wacousta) یک منطقهٔ مسکونی در ایالات متحده آمریکا است که در میشیگان واقع شده‌است. واکوستا ۲۳٫۳ کیلومتر مربع مساحت و ۱٬۴۴۰ نفر جمعیت دارد و ۲۴۲٫۹۳ متر بالاتر از سطح دریا واقع شده‌است.